# Alexandru Epureanu
Alexandru Ion Epureanu (* 27. September 1986 in Cantemir, Moldauische SSR, Sowjetunion) ist ein moldauischer Fußballspieler. Er spielt für den türkischen Erstligaclub Istanbul Başakşehir und in der moldauischen Fußballnationalmannschaft. Mit 100 Länderspielen ist er Rekordnationalspieler von Moldau.

## Karriere
Im Sommer 2014 wechselte Epureanu in die türkische Süper Lig zum Aufsteiger Istanbul Başakşehir.
Am 6. September 2006 bestritt er bei der 0:2-Niederlage  im zweiten Spiel der Qualifikation für die EM 2008 gegen Norwegen sein erstes Länderspiel. In der Qualifikation wurde er dann in den restlichen Spielen ebenfalls eingesetzt und erzielte auch sein erstes Länderspieltor am 24. März 2007 zum 1:1-Ausgleich gegen Malta. Als Fünfte von sieben Gruppenmitgliedern verpassten sie die EM-Endrunde.
Am 6. Juni 2009 war er erstmals Kapitän der Mannschaft für den nicht eingesetzten Serghei Laşcencov. Nachdem Laşcencov 2010 auf Lebenszeit wegen Spielmanipulation gesperrt wurde, wurde Epureanu Stammkapitän der moldauischen Nationalmannschaft. Am 6. Oktober 2016 löste er mit seinem 75. Länderspiel Radu Rebeja als Rekordnationalspieler ab, wurde aber seinerseits am 19. März 2017 von Victor Golovatenco durch dessen 77. Länderspiel abgelöst, der den Rekord bis auf 79 Länderspiele steigerte. Am 2. September 2017 wurde Epureanu dann mit seinem 80. Länderspiel wieder Rekordhalter.
Am 31. März 2021 bestritt er im WM-Qualifikationsspiel gegen Israel als erster moldauischer Spieler sein 100. Länderspiel.

## Erfolge
Zimbru Chișinău
- Moldauischer Pokalsieger: 2004

Sheriff Tiraspol
- Moldauischer Meister: 2005, 2006
- Moldauischer Pokalsieger: 2006
- Moldauischer Supercup-Sieger: 2005

Istanbul Başakşehir FK
- Türkischer Meister: 2020

## Auszeichnungen
Er gewann den moldauischen Fußballer des Jahres 2007, 2009, 2010 und 2012. Er spielte für Sheriff Tiraspol, FC Moskau und FK Dynamo Moskau. Epureanu gilt als der wertvollste moldauische Fußballspieler.

## Herkunft
Alexandru Epureanu wurde 1986 in Cantemir geboren. Aufgewachsen ist er mit seinem zehn Jahre älteren Bruder und seiner acht Jahre älteren Schwester im Nachbarort Cirpesti. Er besitzt außer der moldauischen auch die rumänische und russische Staatsangehörigkeit.

## Familie
Im Juni 2009 heiratete er seine Freundin. Am 1. September 2010 bekam das Paar sein erstes Kind,  am 5. Mai 2013 das zweite.